# 拉梅斯瓦拉姆 (古德伯縣)
拉梅斯瓦拉姆（英語：Rameswaram），是印度安得拉邦古德伯縣的一个城镇。总人口14981（2001年）。

## 人口
该地2001年总人口14981人，其中男性7571人，女性7410人；0—6岁人口2093人，其中男1064人，女1029人；识字率48.14%，其中男性为58.87%，女性为37.18%。